# Epimedium koreanum
Epimedium koreanum là một loài thực vật có hoa trong họ Hoàng mộc. Loài này được Nakai mô tả khoa học đầu tiên năm 1936.

## Hình ảnh

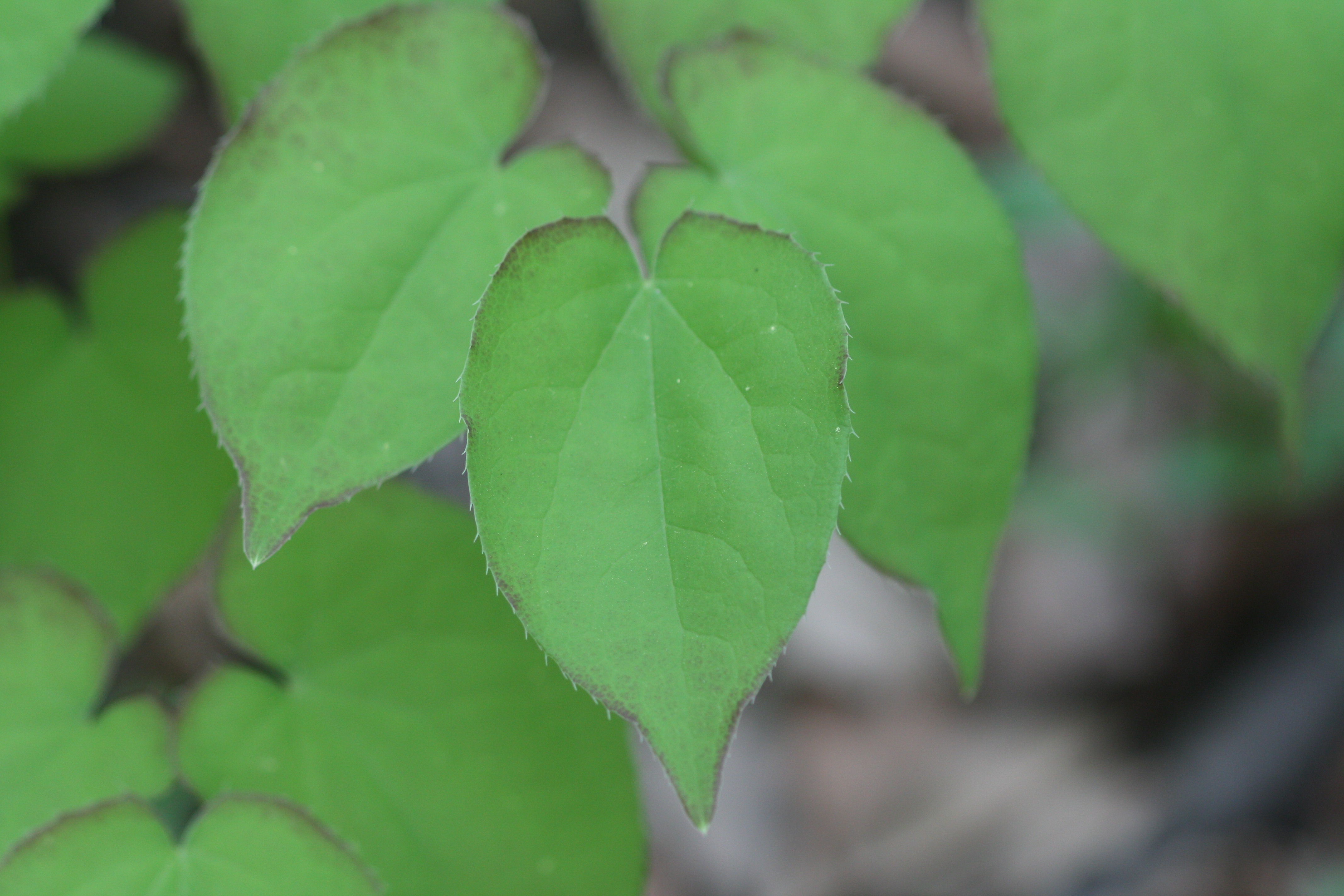
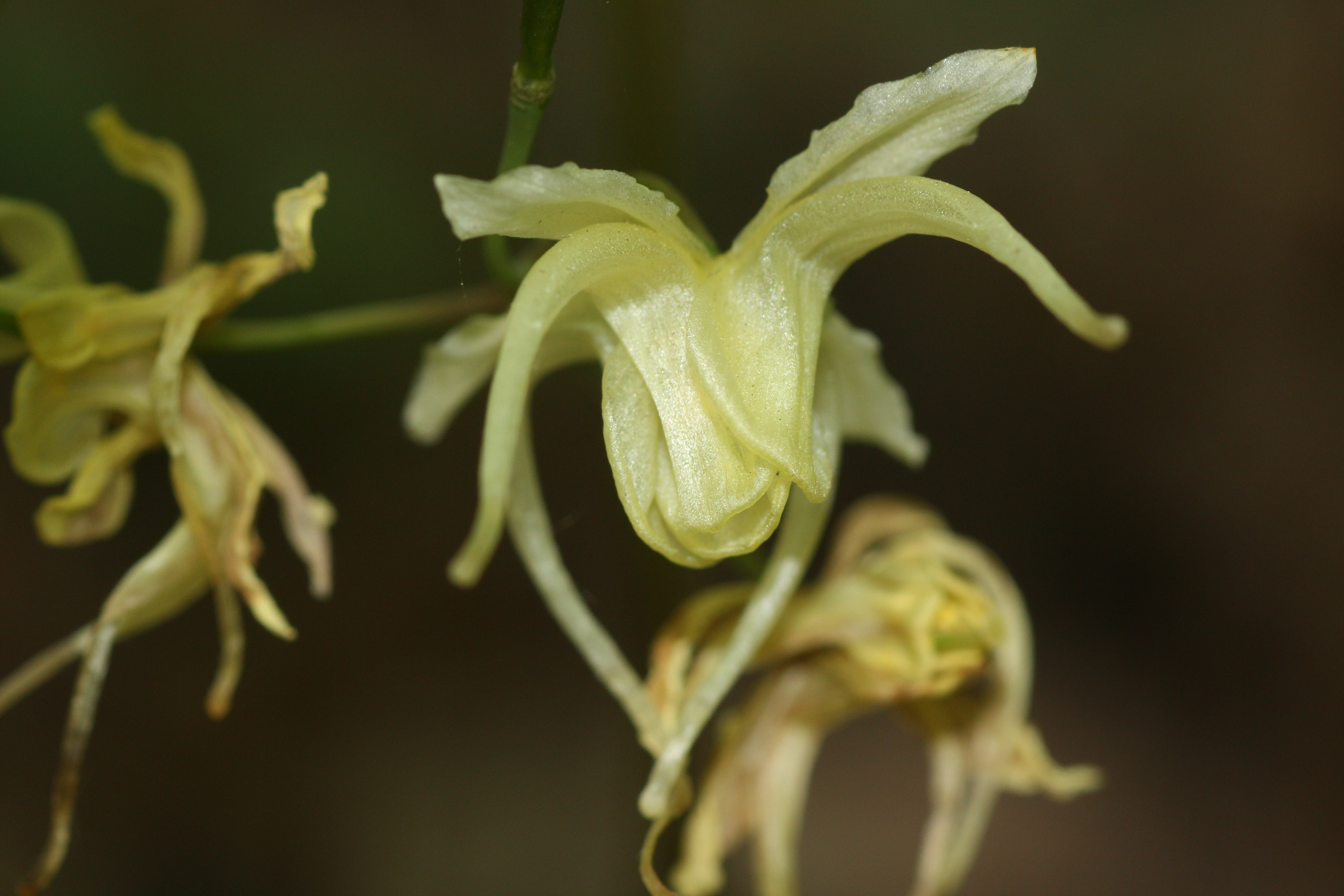
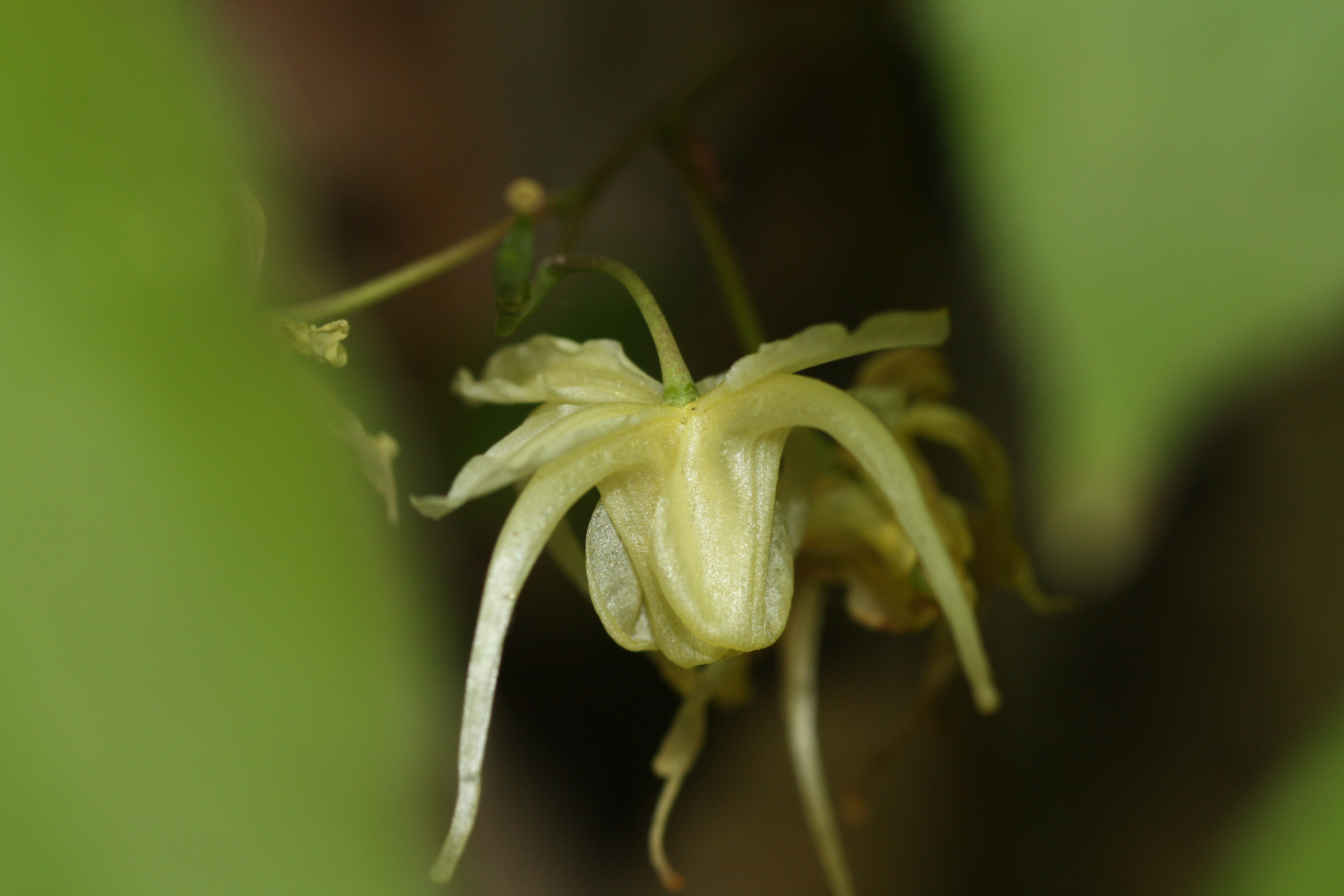
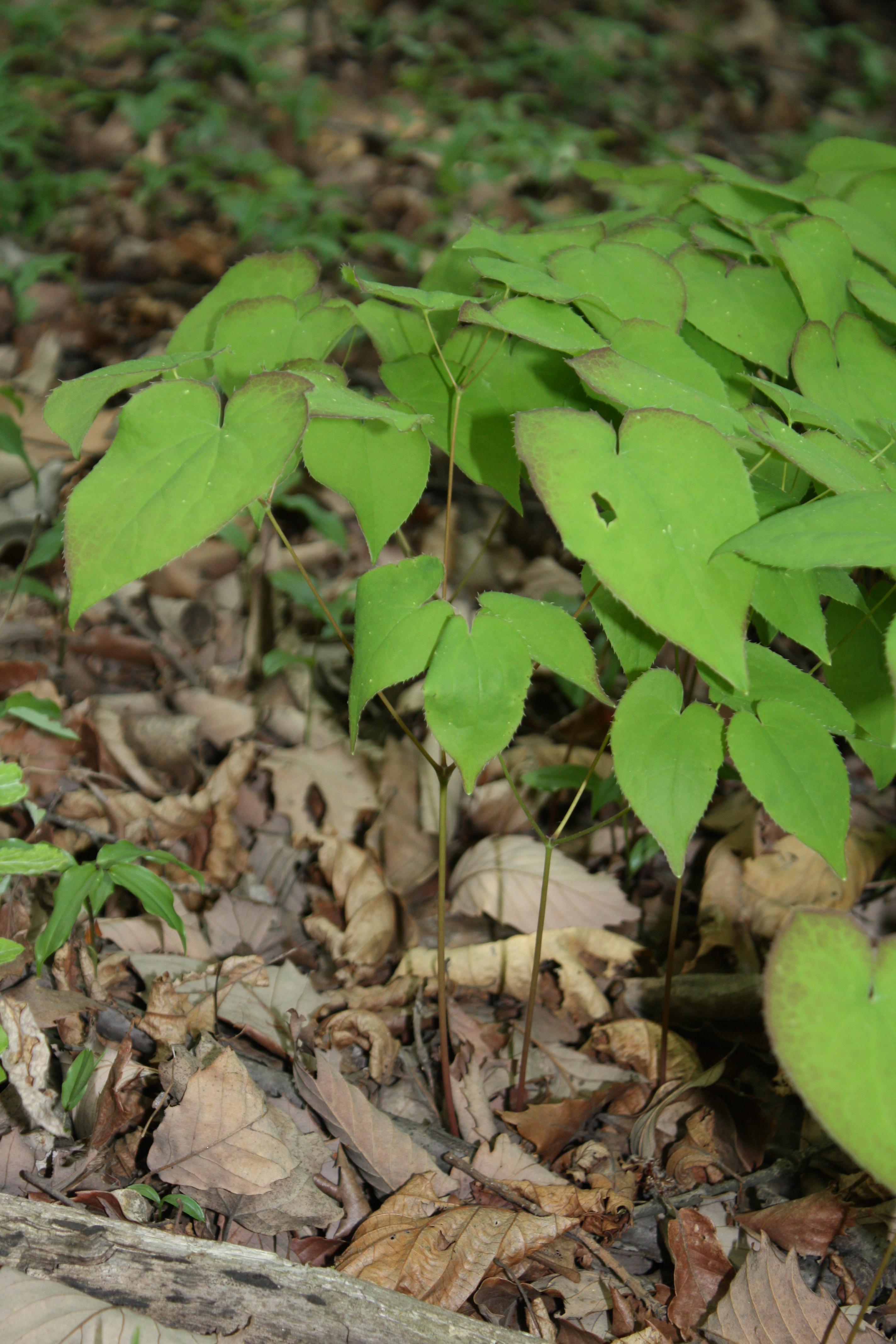